# Kåtatjärnen (Jörns socken, Västerbotten)
Kåtatjärnen är en sjö i Skellefteå kommun i Västerbotten och ingår i Skellefteälvens huvudavrinningsområde.